# بریتین (ویرجینیا)
بریتین (به انگلیسی: Britain) یک منطقهٔ مسکونی در ایالات متحده آمریکا است که در شهرستان لادن، ویرجینیا واقع شده‌است.